# Serbia na zimowych igrzyskach olimpijskich
Reprezentanci Serbii na zimowych igrzyskach olimpijskich pierwszy raz wystąpili w 2010 roku, zadebiutowali wtedy podczas igrzysk w Vancouver.
W 2010 roku reprezentacja Serbii liczyła 11 osób.

## Zdobyte medale
W roku 2010 Serbia nie zdobyła żadnego medalu.

## Tabele medalowe

### Medale na poszczególnych olimpiadach
| Igrzyska        | Złoto | Srebro | Brąz | Razem |
| --------------- | ----- | ------ | ---- | ----- |
| Vancouver 2010  | 0     | 0      | 0    | 0     |
| Soczi 2014      | 0     | 0      | 0    | 0     |
| Pjongczang 2018 | 0     | 0      | 0    | 0     |
| Razem           | 0     | 0      | 0    | 0     |